# Дорошина Ніна Михайлівна
Дорошина Ніна Михайлівна — радянська і російська акторка театру і кіно, театральна педагогиня. Провідна акторка Московського театру «Современник». Заслужена артистка РРФСР (1970). Народна артистка РРФСР (1985).

## Життєпис
Народилася 3 грудня 1934 року. Закінчила Московське театральне училище ім. Б. Щукіна (1956, курс Віри Львової і В. Москвіна).
Впродовж 1959—2018 років — акторка Московського театру «Современник».
Дебютувала в кіно у 1955 році, зіграла у фільмах і телеспектаклях понад 30 ролей. Популярність принесла невелика роль оперної співачки й акторки театру і кіно, яка «трішечки в'яже» і тимчасово на пенсії в ліричній комедії режисера О. Коренєва «За сімейними обставинами» (1977). Всенародну любов акторка здобула за виконання головної ролі у фільмі В. Меньшова «Любов і голуби» (1984).
Знялась в українських фільмах: «Перший тролейбус» (1960, Даша), «Артист із Коханівки» (1961), «Лушка» (1964, Лялька).
З початку 1980-х років — викладачка Театрального інституту імені Бориса Щукіна.
Ніна Дорошина за день до смерті скаржилася на проблеми з серцем, але була налаштована оптимістично. Напередодні їй знову довелося викликати швидку, проте від госпіталізації акторка відмовилася.
Вранці 21 квітня 2018 року,є її сусід почув крики про допомогу. Двері в її квартиру була відкриті. Артистка трималася за серце і важко дихала. Лікарі приїхали швидко, але врятувати її не вдалося. Через кілька хвилин Ніна Дорошина померла.
24 квітня 2018 року похована на П'ятницькому цвинтарі у Москві.

## Призи та нагороди
- Орден Пошани (14.04.2006) — За великий внесок у розвиток театрального мистецтва і досягнуті творчі успіхи[4]
- Орден Дружби (22.01.2010) — За заслуги в розвитку вітчизняної культури і мистецтва, багаторічну плідну діяльність[5]
- У 2007 році стала лауреаткою премій «Жіноче обличчя року» за роль у виставі «Заєць. love story» і володаркою «Золотої зірки» I ступеня в номінації «За професіоналізм», присудженої Фондом «Громадська нагорода».

## Театральні роботи[6]
(рос.)
- Віра — «В поисках радости» В. Розов — 1957
- Тоня — «Продолжение легенды» А. Кузнецов — 1958
- Вірочка — «Два цвета» А. Зак и И. Кузнецов — 1959
- Катя — «Пять вечеров» А. Володин — 1959
- Варвара — «Вечно живые» В. Розов — 1960
- Принцеса — «Голый король» Е. Шварц — 1960
- Божена, Віра — «Третье желание» В. Блажек — 1960
- Мая — «Друг детства» М. Львовский — 1961
- Жінка, з якою Він одружився — «Четвертый» К. Симонов — 1961
- Ксана — «По московскому времени» Л. Зорин — 1961
- Аніта — «Пятая колонна» Э. Хемингуэй — 1962
- Нюта — «Назначение» А. Володин — 1963
- Катерина — «Без креста!» В. Тендряков — 1963
- Мая — «В день свадьбы» В. Розов — 1964
- Тафаєва — «Обыкновенная история» В. Розов (по И. Гончарову) — 1965
- Ольга Носова — «Традиционный сбор» В. Розов — 1967
- Селянка — «Народовольцы» А. Свободин — 1967
- Василіса Карпівна — «На дне» М. Горький — 1968
- Маша — «Чайка» А. Чехов — 1970
- Гізі — «Тоот, другие и майор» И. Эркень — 1971
- Рита — «Валентин и Валентина» М. Рощин — 1971
- Жінка — «С любимыми не расставайтесь» А. Володин — 1972
- Мадлен — «Восточная трибуна» А. Галин — 1973
- Фаїнушка — «Балалайкин и К°» М. Салтыков-Щедрин — 1973
- Марина — «Провинциальные анекдоты» А. Вампилов — 1974
- Чашкіна — «Четыре капли» В. Розов — 1974
- Марія — «Двенадцатая ночь» У. Шекспир — 1975
- Ніна — «Эшелон» М. Рощин — 1975
- Кучкіна — «Обратная связь» А. Гельман — 1977
- Сіма — «Спешите делать добро» М. Рощин — 1979
- Надя — «Любовь и голуби» В. Гуркин — 1982
- Грушина — «Мелкий бес» Ф. Сологуб — 1989
- Фіса — «Крутой маршрут» Е. Гинзбург — 1989
- Інна — «Мурлин Мурло» Н. Коляда — 1990
- Мадам Жорж — «Четыре строчки для дебютантки» Ж. Ануй — 1994
- Місис Куїклі — «Виндзорские насмешницы» У. Шекспир — 1995
- Вона — «Заяц love story» Н. Коляда — 2007

## Фільмографія

Постер до фільму «Любов і голуби» (1984)

- «Син» (1955, продавчиня в кондитерському відділі (немає в титрах)
- «Перший ешелон» (1955, Неллі Паніна; реж. М. Калатозов)
- «Поет» (1956, епізод; реж. Б. Барнет)
- «Божевільний день» (1956, Шура, прибиральниця будинку відпочинку «Липки»)
- «Людина народилася» (1956, кондукторка Сіма; реж. В. Ординський)
- «Неповторна весна» (1957, Ніна, подруга Ганни; реж. О. Столпер)
- «Вони зустрілися на шляху» (157, Олена Крапівіна (Льолік); реж. Т. Лукашевич)
- «Поруч з нами» (1957, Люба Звонарьова)
- «Її велике серце» (1958, Маша)
- «Щастя треба берегти» (1958, Ольга)
- «Люди на мосту» (1959, Оксана; реж. О. Зархі)
- «Кінець старої Березівки» (1960, Ліза Курашова)
- «Любушка» (1961, Кланька; реж. В. Каплуновський)
- «Артист із Коханівки» (1961, телятниця Олеся Яковенко; реж. Г. Ліпшиць, к/студія ім. О. Довженка)
- «Перший тролейбус» (1963, Даша; Одеська кіностудія та Кіностудія ім. М. Горького)
- «Лушка» (1964, Лялька; реж. Л. Бескодарний, І. Самборський, к/студія ім. О. Довженка)
- «Будується міст‎» (1965, Саша Малашкіна; реж. О. Єфремов, Г. Єгиазаров)
- «Альошкіне полювання» (1965, Олена, мама Альоші; реж. Я. Базелян)
- «За все у відповіді» (1972, Ольга Носова; реж. Г. Натансон)
- «На дні» (1972, фільм-спектакль; Василіса Карпівна)
- «Балалайкін і К °» (1973, фільм-спектакль; Фаінушка)
- «Вічно живі» (1976, фільм-спектакль; Варя)
- «За сімейними обставинами» (1977, оперна співачка й акторка театру і кіно, яка «трішечки в'яже» і тимчасово на пенсії; реж. О. Коренєв)
- «Дванадцята ніч» (1978, фільм-спектакль; Марія)
- «Кузен Понс» (1978, фільм-спектакль; мадам Сібо)
- «Поспішайте робити добро» (1982, фільм-спектакль; Сіма, сусідка)
- «Любов і голуби» (1984, Надія Кузякіна; реж. В. Меньшов)
- «Вам що, наша влада не подобається?!» (1988, Олена Олександрівна; реж. А. Бобровський)
- «Ешелон» (1988, фільм-спектакль; Ніна)
- «Крутий маршрут» (2008, фільм-спектакль; Фіса)
- «Заєць. Love story» (2009, фільм-спектакль; Вона, акторка Таня)
- «Гаражі» (2010, «Теща як явище», 9-я серія; Катерина Семенівна, теща)